# Dreetz (Mecklenburg)
Dreetz (bis 1877: Peetscher Hof) ist eine kleine Gemeinde im Südwesten des Landkreises Rostock in Mecklenburg-Vorpommern (Deutschland). Die Gemeinde wird vom Amt Bützow-Land mit Sitz in der Stadt Bützow verwaltet.

## Geografie
Das Gemeindegebiet von Dreetz schließt südlich an die Stadt Bützow an und liegt etwa 18 Kilometer westlich von Güstrow. Das Gelände um Dreetz steigt von der Mündung der Nebel in die Warnow in Richtung Süden auf Höhen über 60 m ü. NN an (Lurrbarg). In der Flussaue der Warnow liegt der ca. 600 ha große Große Peetscher See. Die Gemeinde wird von der Landwirtschaft geprägt.
Umgeben wird Dreetz von den Nachbargemeinden Bützow im Norden, Gülzow-Prüzen im Osten  sowie Tarnow im Süden und Westen.
Zu Dreetz gehören die Ortsteile Peetsch und Zibühl.

## Geschichte
Dreetz hieß bis 1877 Peetscher Hof.
Peetsch wurde 1270 in einer Schenkungsurkunde des Nikolaus I. von Werle an die Komturei der Johanniter erstmals urkundlich erwähnt.
Zibühl wurde 1322 erstmals erwähnt als Besitz des Ritters Nicolaus von Bülow. Die Familie blieb über 300 Jahre hier ansässig. Danach spielte das Gut eine Rolle in der Witwenversorgung des Herzogshauses. Der Administrator des Bistums Schwerin, Herzog Ullrich von Mecklenburg, Prinz von Dänemark, versorgte hier seine Ehefrau Katharina Hahn. Später ging das Gut über die Mätressenversorgung an einen Zweig der Familie von Mecklenburg linker Hand. Im 19. Jahrhundert war das Gut dann im Besitz der aus Lübeck stammenden Familie von Rodde. 1934 wurde es aufgesiedelt und das Land auf 19 bäuerliche Siedlerfamilien verteilt. Der Backsteinbau des eingeschossigen Inspektorenhauses von 1914 erinnert noch an die frühere Gutszeit. Das Haus hat ein Mansarddach und eine doppelläufige Treppe führt zum Eingangsportal im Mittelrisaliten, der oben mit einem Dreiecksgiebel abschließt. Der Ort wird auch von dem mecklenburgischen Schriftsteller Uwe Johnson in seinen Werken erwähnt.

## Politik

### Gemeindevertretung und Bürgermeister
Der Gemeinderat besteht (inkl. Bürgermeister) aus 7 Mitgliedern. Die Wahl zum Gemeinderat am 26. Mai 2019 hatte folgende Ergebnisse:
| Partei/Bewerber           | Prozent | Sitze |
| ------------------------- | ------- | ----- |
| Einzelbewerberin Perkuhn  | 22,22   | 1     |
| SPD                       | 15,25   | 1     |
| Einzelbewerber Burmeister | 15,25   | 1     |
| Einzelbewerberin S. Prohl | 12,15   | 1     |
| Einzelbewerber M. Dietze  | 11,37   | 1     |
| Einzelbewerber H. Dietze  | 11,11   | 1     |

Bürgermeister der Gemeinde ist Gunter Brietzke, er wurde mit 93,85 % der Stimmen gewählt.

## Sehenswürdigkeiten
Eine touristische Besonderheit ist die 3000 Jahre alte prähistorische Kult- und Begräbnisstätte in einem Wald südlich von Dreetz – der Boitiner Steintanz. Der Sage nach war eine übermütige Hochzeitsfeier in Dreetz der Auslöser für die Entstehung der Steinkreise.

## Verkehrsanbindung
Die Gemeinde liegt nahe der Verbindungsstraße von Bützow nach Goldberg. Durch das sechs Kilometer entfernte Prüzen führt die B 104 (Güstrow – Schwerin). Der nächste Bahnhof befindet sich in der nahen Stadt Bützow.

## Persönlichkeiten
- Cuno von Rodde (1857–1927), Genealoge und Heraldiker, wurde in Zibühl geboren.

## Belege
1. ↑  Statistisches Amt M-V – Bevölkerungsstand der Kreise, Ämter und Gemeinden 2023 (XLS-Datei) (Amtliche Einwohnerzahlen in Fortschreibung des Zensus 2022) (Hilfe dazu).
2. ↑  Ueber das Land Turne, auch über das Land Lieze und die übrigen alten Gaue des südöstlichen Meklenburgs in Jahrbücher des Vereins für Mecklenburgische Geschichte und Altertumskunde, Schwerin, 1837 (Archivierte Kopie (Memento des Originals vom 22. Februar 2016 im Internet Archive)  Info: Der Archivlink wurde automatisch eingesetzt und noch nicht geprüft. Bitte prüfe Original- und Archivlink gemäß Anleitung und entferne dann diesen Hinweis.)
3. ↑  Jahrestage, S. 949.
4. ↑  Zweckverband Kommunale Datenverarbeitung Oldenburg(ZKO)
5. ↑  Zweckverband Kommunale Datenverarbeitung Oldenburg(ZKO)